# Ernst Laas
Ernst Laas (Fürstenwalde, 16 de junho de 1837 – Estrasburgo, 25 de julho de 1885) foi um filósofo alemão.

## Biografia
Lecionou na Universidade de Estrasburgo desde 1872, destacando-se como defensor do positivismo contra o idealismo. Acreditava que o pensamento filosófico oferece uma continuidade determinada pela oposição permanente entre aquelas duas tendências. O positivismo de Laas, no entanto, está mais próximo das ideias de David Hume e de Stuart Mill do que das ideias defendidas por Comte.
Segundo Laas, sujeito e objeto não são duas realidades em si, pois todo objeto existe para um sujeito e todo sujeito existe enquanto percebe um objeto. Defendia, assim, o que denominava correlativismo, que consistia, em grande medida, em uma espécie de fenomenismo. Dentre suas obras, destacam-se:
- As analogias da experiência em Kant;
- Estudo crítico sobre os fundamentos da filosofia teórica (3 vols: I, 1879; II, 1882; III, 1884);
- Idealismo e positivismo, uma discussão crítica.